# Schlachters
Schlachters (mundartlich: Schlachdərs) ist ein Gemeindeteil der Gemeinde Sigmarszell im bayerisch-schwäbischen Landkreis Lindau (Bodensee).

## Geographie
Das Dorf liegt circa einen Kilometer westlich des Hauptorts Sigmarszell. Durch den Ort verläuft die Bahnstrecke Buchloe–Lindau. Östlich von Schlachters verläuft die Bundesstraße 308 (Queralpenstraße) und im Westen die Bundesautobahn 96.

## Geschichte
Schlachters wurde erstmals im Jahr 1466 mit der Lindauer Bürgerfamilie namens Schlachter erwähnt, die Besitzungen in diesem Bereich besaß. Zwischen 1944 und 1945 bestand das KZ-Außenkommando Schlachters. 1972 wurde durch die Gebietsreform in Bayern die Gemeinde Schlachters gegründet, die 1974 in Gemeinde Sigmarszell umbenannt wurde. Von 1919 bis 1999 befand sich in Schlachters ein Milchwerk des Unternehmens Edelweiss. In den 1980er Jahren wurde der 1853 eröffnete Bahnhof Schlachters an der Bahnstrecke Buchloe–Lindau aufgegeben. In den kommenden Jahren soll hier wieder ein Haltepunkt eröffnet werden.

## Einrichtungen
Im Jahr 1910 wurde in Schlachters die Königlich-Bayerische Obst- und Weinbauschule eröffnet. Sie befindet sich heute im Besitz des Landkreises Lindau und wird derzeit als Versuchsstation für Obstbau von der Hochschule für angewandte Wissenschaften Weihenstephan-Triesdorf genutzt.
In Schlachters befindet sich der Sitz der Gemeindeverwaltung von Sigmarszell.

## Baudenkmäler
Siehe: Liste der Baudenkmäler in Schlachters